# Об'єднана малайська національна організація
Об'єднана малайська національна організація, ОМНО (малай. Pertubuhan Kebangsaan Melayu Bersatu) — найбільша політична партія в Малайзії. Кількість членів 2,4 млн осіб.
Перші 60 років існування малайської незалежності у складі коаліції «Національний фронт» домінувала у політичному житті країни.
Заснована в 1946 році як партія національної буржуазії, великих підприємців та землевласників. 
Засновник - Дато Онн. Перший генеральний секретар - Заїнал Абідін бін Ахмад. 
В 1952-74 рр. входила до складу Союзної партії. 
В 1951 році головою партії обрано Абдула Рахмана, автора програми ОМНО як національної партії малайців. 
В 1952 році укладено політичний союз з Китайською асоціацією Малайзії (КАМ) та коаліція ОМНО-КАМ здобула 1/12 місць на муніципальних виборах у столиці.
У жовтні 1954 року до союзу ОМНО-КАМ приєднався Індійський конгрес Малайзії (ІКМ) і було проголошено створення Союзної партії, що представляла інтереси найбільших національних громад країни - малайців, китайців та індійців.
В 1955 році здобула місця у Законодавчій раді Сінгапуру.
Після здобуття незалежності країни в 1957 році Союзна партія стала правлячою партією. 
На парламентських виборах 1959 року вона здобула 74 зі 104 місць, прем'єр-міністром країни став голова ОМНО Абдул Рахман. 
На наступних парламентських виборах у 1964 році Союзна партія здобула ще більше місць — 89 із 104, а також 240 із 282 у законодавчих зборах штатів (лідирувала в 10 із 11 штатів).
На парламентських виборах в 1969 році Союзна партія здобула трохи менше 50% голосів виборців та 66 зі 104 місць у парламенті .
У законодавчих зборах штатів партія отримала 162 із 282 місць. 
Водночас, КАМ на цих виборах зазнала поразки.
На чергових виборах до парламенту 1974 року Союзна партія отримала 135 із 154 місць, з яких 62 зайняли кандидати від ОМНО. 1978 року на парламентських виборах Союзна партія отримала трохи менше мандатів — 131 із 154, водночас ОМНО отримала більше мандатів — 70.
В 1974 році створено широку коаліцію 12 політичних партій «Національний фронт» , куди увійшли партії ОМНО, КАМ, ІКМ, Народний рух Малайзії тощо.
1986 року відбувся розкол. 
За рішенням суду 1988 р. ОМНО було позбавлено реєстрації. Проте Махатхір Мохамад створив партію «Нова ОМНО».
2015 року в партії стався розкол. З неї вийшов заступник прем'єр-міністра Мухіддін Яссін.
10 травня 2018 року «Національний фронт» програв вибори.